# ストーン・ゴッサード
ストーン・カーペンター・ゴッサード（Stone Carpenter Gossard、1966年7月20日 - ）は、アメリカ合衆国のミュージシャン、シンガーソングライター、音楽プロデューサー。ロックバンド、パール・ジャムのリズムギタリストとして最もよく知られ、それ以前にもグリーン・リヴァーやマザー・ラヴ・ボーンで活動していた。他にもテンプル・オブ・ザ・ドッグやブラッドでの活動で知られる。

## パール・ジャムまでの活動

### グリーン・リヴァー
1984年、後にパール・ジャムのベーシストとなるジェフ・アメン、マッドハニーのフロントマンとなるマーク・アームらと共にグリーン・リヴァーを結成する。翌1985年5月にホームステッド・レコードよりEP『Come on Down』でデビューし、1987年7月にサブ・ポップからの初リリースとなるEP『Dry as a Bone』をリリースした。1988年6月に唯一のフルアルバム『Rehab Doll』をリリースするが同年にメンバー間の対立により解散。

### マザー・ラヴ・ボーン
グリーン・リヴァー解散後にゴッサードはアメンと共にマザー・ラヴ・ボーンを結成。フロントマンはマルファンクションのメンバーだったアンドリュー・ウッドが務めた。結成からすぐにバンドはレコーディングとライヴを開始し、1989年始めにポリグラムと契約し、3月にEP『Shine』でデビュー。1stアルバムを1990年3月にリリース予定だったが、3月にウッドがヘロインのオーバードーズにより死去し、バンドは解散。ウッドの死後4ヵ月後に唯一のアルバム『アップル』がリリースされた。

### テンプル・オブ・ザ・ドッグ
マザー・ラヴ・ボーン解散後の同年、子供の頃からの幼馴染であり、後のパール・ジャムのリードギタリストとなるマイク・マクレディを誘いテンプル・オブ・ザ・ドッグを結成。このバンドはアンドリュー・ウッドを追悼するために結成され、同バンドにはグリーン・リヴァー時代からのバンドメイトであるジェフ・アメン、ウッドのルームメイトであったサウンドガーデンのクリス・コーネルが加入。その後パール・ジャムのドラマーとなるマット・キャメロンも加入し、バンドはコーネルがウッドの生前に書いた楽曲やゴッサードとアメンが以前に作成したデモ曲のリハーサルを開始する。またオーディションによりパール・ジャムのフロントマンとなるエディ・ヴェダーも、コーネルとのデュエットやバックコーラス等で参加した。1991年4月に唯一のアルバム『テンプル・オブ・ザ・ドッグ』をA&Mレコードよりリリース。

### パール・ジャム
パール・ジャムは1990年にアメン、ゴッサード、マクレディで結成され、後にボーカリストのヴェダーとドラマーのデイヴ・クルーセンも加入。1991年にエピック・レコードと契約し、デビューアルバム『ten』をリリースした。バンドは1990年代初頭のグランジ・ブームに乗り爆発的な人気を得、現在も活動を行っている。

## パール・ジャム以降の活動

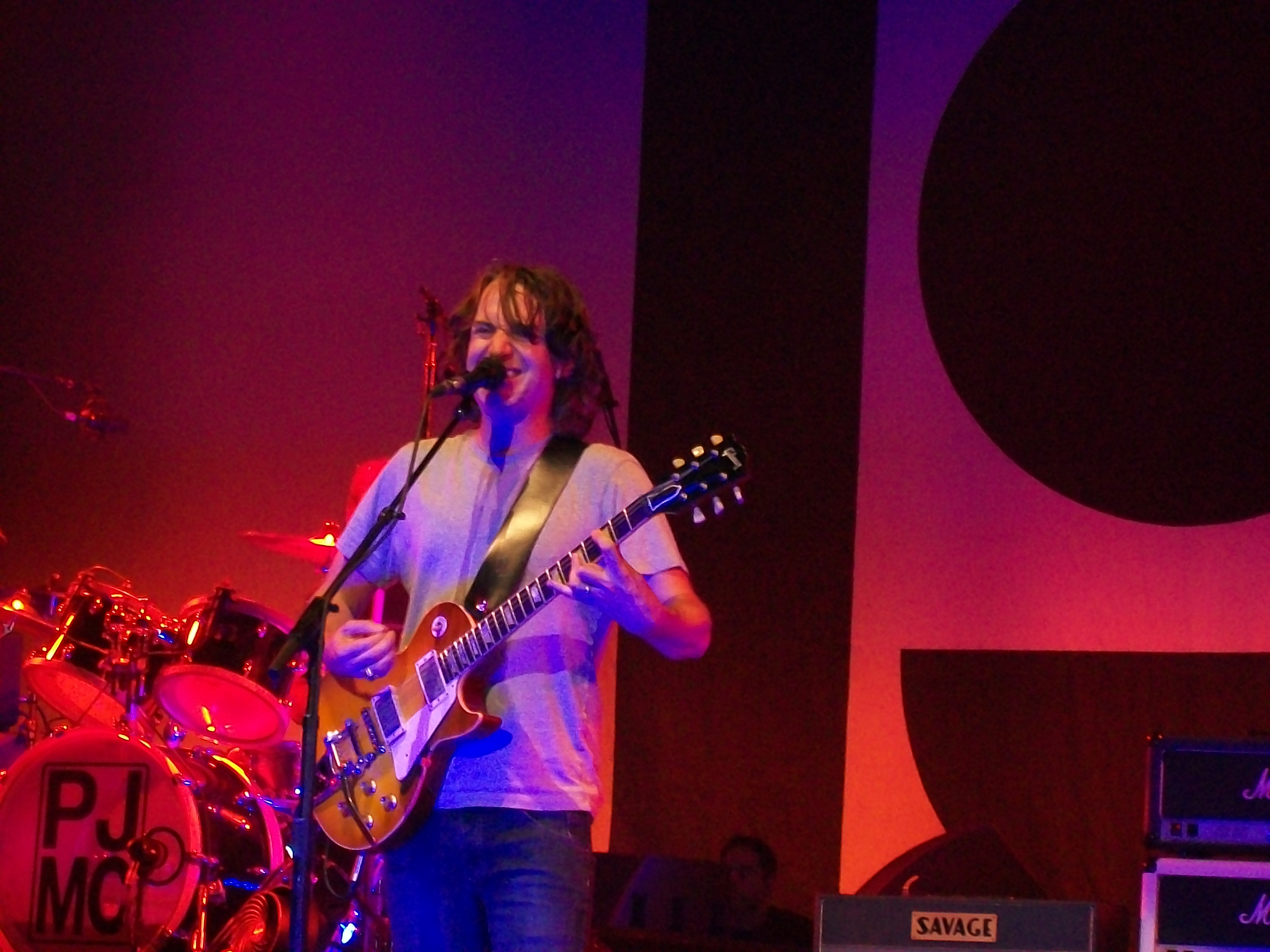
オスロにて（2012年7月）

### ブラッド
1992年、ゴッサードはシアトルのロックバンド、サッチェルのメンバーらと共にブラッドを結成し、翌1993年4月にエピック・レコードよりアルバム『Shame』でデビューを果たした。ブラッドは現在までに5枚のアルバムをリリースし、現在も活動中である。

### ソロ活動
2001年に、SMEよりアルバム『Bayleaf』でソロデビューを果たした。アルバムではボーカルやギターの他にベースギター、ドラムスやパーカッション、ピアノ演奏なども一人で手がけた。ブラック・フランシスやルーファス・ウェインライト、ローリング・ストーンズなどの影響を受けたメロウなサウンドを展開した。2008年9月には2ndソロアルバム『Moonlander』の楽曲がパール・ジャムの公式サイトでダウンロード可能となった。ハンク・ウィリアムズの影響を受けたフォーク／カントリー風の作風となった。

### レーベル、スタジオ・オーナーとして
1994年、ブラッドのメンバーであるリーガン・ヘイガーと共にルースグルーヴ・レコードを設立。当初はSMEの傘下だったが1996年にインディーズレーベルとなる。レーベル設立以来ゴッサードはプロデューサーとして多くの作品制作に携わり、またシアトルに自身のレコーディング・スタジオであるStudio Lithoを竣工。サウンドガーデン、スクリーミング・トゥリーズ、デフトーンズ他多くのバンドがここでレコーディングを行った。ルースグルーヴは2000年に閉鎖したが、Studio Lithoは現在も利用可能である。